# Latte macchiato
Il latte macchiato (un'alternativa al caffellatte) è una bevanda calda di origine italiana che consiste in due strati: crema di latte e caffè espresso oppure latte, crema di latte e un po' di caffè (non più d 20 cl) quanto basta a macchiare la panna che si trova in alto ma senza arrivare al latte che si trova sotto.
Per la preparazione si versa in un bicchiere alto il latte montato e, dopo qualche attimo, si unisce il caffè espresso.